# Große Mannesmann

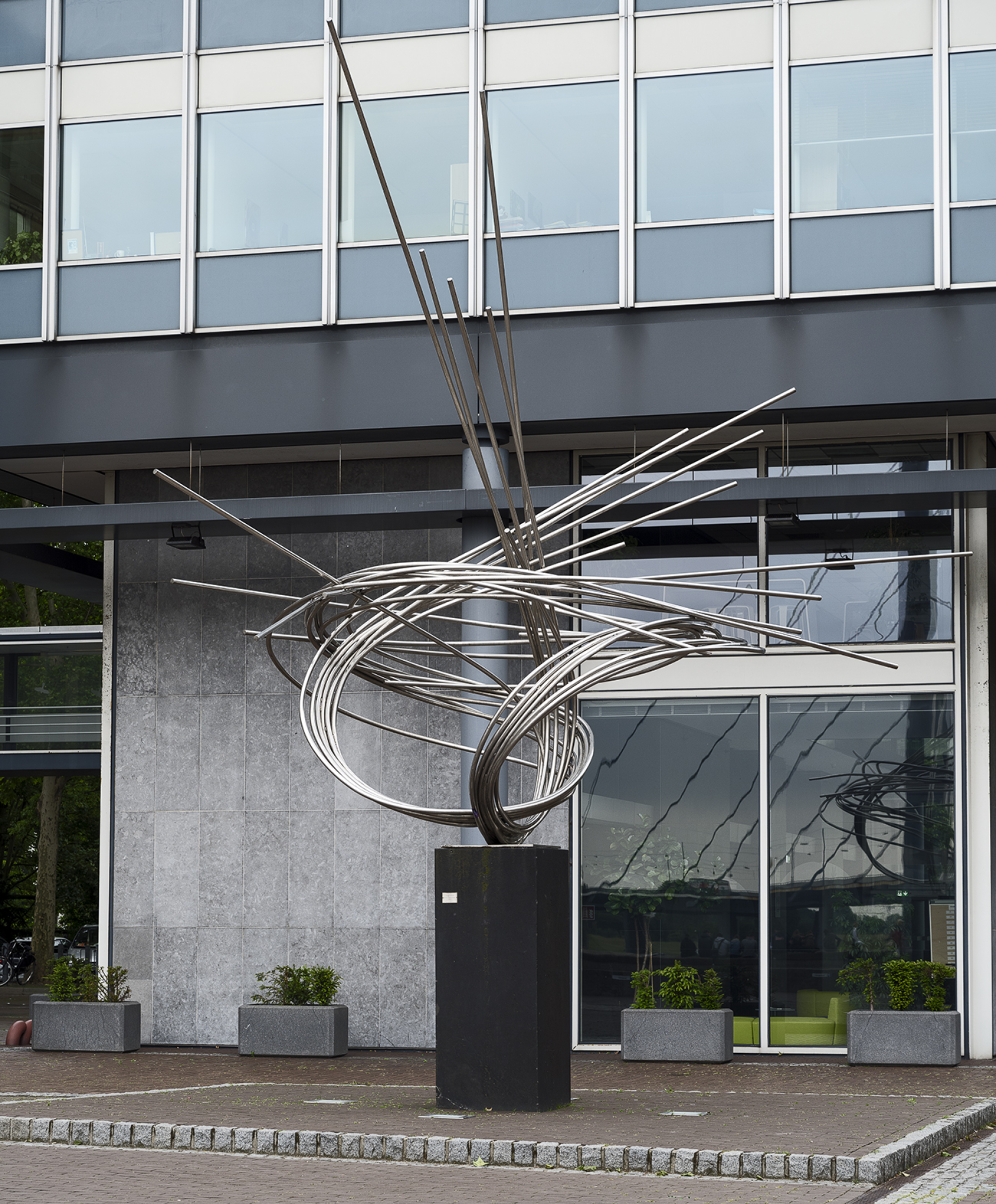
Große Mannesmann vor der Fassade des Mannesmann-Hochhauses, Foto 2019

Die Große Mannesmann, auch Mannesmann I oder Bewegung genannt, ist eine Plastik des Bildhauers Norbert Kricke. Sie entstand ab 1958 im Kontext der Informellen Kunst als Auftragsarbeit für die Mannesmann AG und wurde 1961 auf deren Vorplatz am Mannesmann-Hochhaus in Düsseldorf aufgestellt. Gemeinsam mit dem Hochhaus steht das Objekt seit 1997 unter Denkmalschutz.

## Beschreibung und Bedeutung
Die sich in einem Luftraum bis auf etwa 7 Meter Höhe und etwa 5 Meter Breite ausdehnende, auf einem dunklen Betonsockel liegende Plastik besteht aus nahtlosen, filigranen, gebogenen Edelstahl-Stäben. Sie stellen dynamische Linien im Raum dar, die aus verschiedenen Richtungen kommend sich zu einer Art Knoten oder Knäuel verbinden, um sodann – in gedachter Verlängerung – wieder ins Unendliche auseinander zu laufen. Die Linien lassen das Objekt wie eine expressive dreidimensionale Zeichnung im Raum erscheinen. Die das Licht reflektierenden, bei starkem Sonnenschein oder bei künstlicher Nachtbeleuchtung fast immateriell wirkenden Edelstahlstäbe nehmen Bezug auf den Auftraggeber und sind Ausdruck der technisch geprägten Moderne und der Industriekultur. In ihrer Dynamik kontrastieren sie mit den streng rechtwinkligen Gestaltungsrastern der umgebenden Architektur.

## Entstehung und Geschichte
Nach Plänen der Architekten Egon Eiermann und Paul Schneider-Esleben entstand neben dem Mannesmann-Haus in den Jahren 1954 bis 1958 das Mannesmann-Hochhaus. Als eines der ersten Hochhäuser der Nachkriegsmoderne und des Internationalen Stils in Düsseldorf repräsentiert es das sogenannte Wirtschaftswunder. Das Gebäude war bereits fertiggestellt, als Norbert Kricke durch Vermittlung von Schneider-Esleben im Rahmen der Gestaltung des Vorplatzes den Auftrag zur Herstellung der Plastik erhielt. Für den Künstler war es der erste Auftrag zu einer größeren Plastik und führte zu einem seiner Hauptwerke.

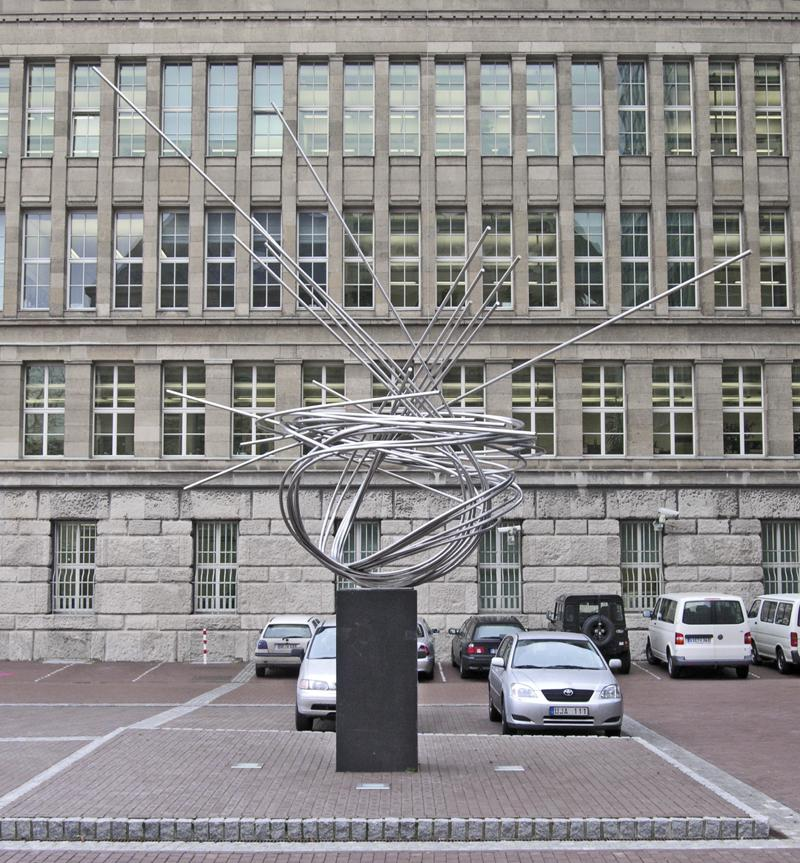
Große Mannesmann vor der Fassade des Mannesmann-Hauses, Foto 2005

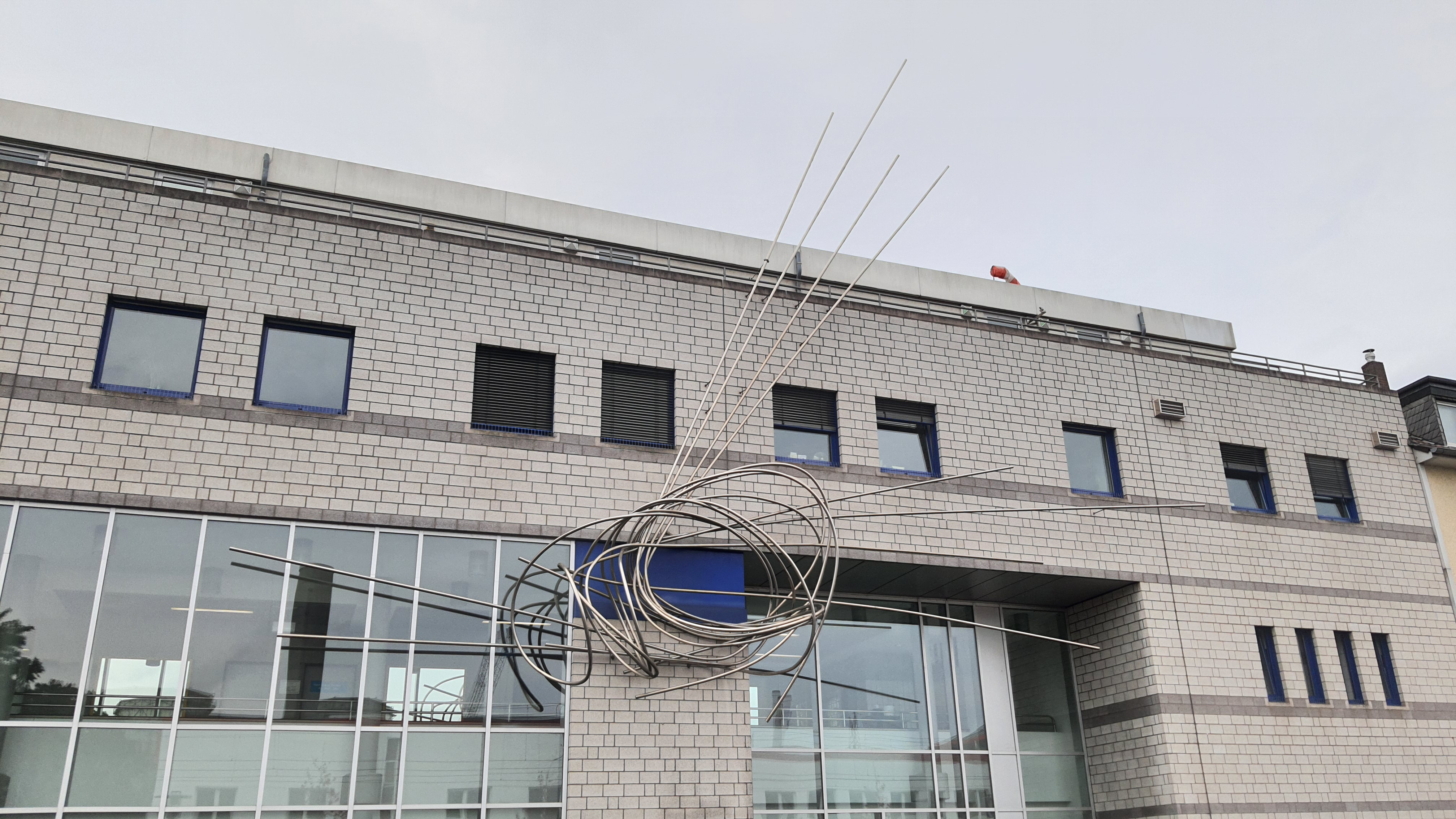
Raumknoten (1966) vor der Fassade des Hallenbades Düsselstrand in Düsseldorf-Flingern, Foto 2021

In der Tradition des Konstruktivismus seines Lehrers Hans Uhlmann und unter dem Eindruck des zeitgenössischen Informel arbeitete Kricke seit etwa 1953 an freistehenden „Raumplastiken“ mit dynamischem Ausdruck, die als Werkgruppe der „Raumknoten“ oder „Raumbündelungen“ beschrieben werden. In Düsseldorf hatte sich Kricke der Gruppe 53 angeschlossen, deren Mitglieder sich der expressiv-gestischen, dem Gedanken der Spontaneität anhängenden Kunstauffassung des Tachismus verbunden fühlten. Als Flieger der Luftwaffe im Zweiten Weltkrieg und als Züchter von Brieftauben hatte er einen spezifischen Zugang zum Begriffspaar Raum und Bewegung, das ihn auch als Künstler leidenschaftlich beschäftigte.
Das rund 500 kg schwere Objekt wurde ab 1959 aus Stäben der Mannesmann AG hergestellt, 1960 von der Huiskens Kunstschlosserei gebogen und zusammengeschweißt und 1961 auf dem Vorplatz an der heutigen Rheinuferpromenade in Düsseldorf aufgestellt. 1964 war es auf der documenta III in Kassel ausgestellt, 1967 auf der Expo 67 in Montreal. 2006/2007 zeigte man es im Rahmen einer Kricke-Retrospektive des Museums Kunstpalast vorübergehend im Bassin des Düsseldorfer Museumskomplexes Ehrenhof.
Krickes Vorstellung der Aufstellung in einem Wasserbecken folgend wurde für die Plastik 1982 im Rahmen einer Neugestaltung des Vorplatzes nach Plänen des Landschaftsarchitekten Roland Weber ein 14 × 14 Meter großes Wasserbecken aus Edelstahl errichtet, das um das Jahr 2001 im Zuge einer weiteren Umgestaltung des Vorplatzes, die von der Vodafone als damalige neue Eigentümerin der Immobilie veranlasst war, wieder verschwand.
Am 27. August 1997 ließ die Stadt Düsseldorf das Objekt im Zusammenhang mit der Unterschutzstellung des Mannesmann-Hochhauses in ihre Denkmalliste eintragen.
Ein ähnliches Objekt aus der Serie von „Raumplastiken“ Krickes ist die 1966 geschaffene Plastik Raumknoten, welche sich am Wellenbad Grünstraße in Düsseldorf-Stadtmitte befunden hatte und nach dessen Abriss 1997 an der Fassade des Hallenbades Düsselstrand in Düsseldorf-Flingern angebracht wurde.